# Claudia Nystad
Claudia Nystad nata Künzel (Zschopau, 1º febbraio 1978) è un'ex fondista tedesca.
È moglie dell'allenatore di sci nordico norvegese Trond Nystad; in seguito al matrimonio ha assunto il cognome del marito.

## Biografia
Ha debuttato in campo internazionale ad alto livello ai Mondiali juniores di Pontresina nel 1998, vincendo l'argento nella 5 km a tecnica libera.
In Coppa del Mondo ha esordito il 7 marzo 1998 nella 15 km a tecnica libera di Lahti (58ª), ha ottenuto il primo podio il 4 febbraio 2001 nella sprint a tecnica libera di Nové Město na Moravě (3ª) e la prima vittoria il 19 gennaio 2003 nella staffetta disputata nella medesima località.
In carriera ha preso parte a quattro edizioni dei Giochi olimpici invernali, Salt Lake City 2002 (26ª nella 15 km, 4ª nella sprint, 55ª nell'inseguimento, 1ª nella staffetta), Torino 2006 (17ª nella 10 km, 6ª nella 30 km, 2ª nella sprint, 18ª nell'inseguimento, 2ª nella staffetta), Vancouver 2010 (16ª nella 10 km, 1ª nella sprint a squadre, 2ª nella staffetta) e Soči 2014 (41ª nello skiathlon, 35ª nella sprint, 3ª nella staffetta), e a sei dei Campionati mondiali, vincendo cinque medaglie.

## Palmarès

### Olimpiadi
- 6 medaglie:
  - 2 ori (staffetta a Salt Lake City 2002; sprint a squadre a Vancouver 2010)
  - 3 argenti (sprint, staffetta a Torino 2006; staffetta a Vancouver 2010)
  - 1 bronzo (staffetta a Soči 2014)

### Mondiali
- 5 medaglie:
  - 1 oro (staffetta a Val di Fiemme 2003)
  - 4 argenti (sprint a Val di Fiemme 2003; sprint a squadre, staffetta a Sapporo 2007; staffetta a Liberec 2007)

### Mondiali juniores
- 1 medaglia:
  - 1 argento (5 km a Pontresina 1998)

### Coppa del Mondo
- Miglior piazzamento in classifica generale: 5ª nel 2005
- 47 podi (21 individuali, 26 a squadre[2]):
  - 9 vittorie (2 individuali, 7 a squadre)
  - 20 secondi posti (6 individuali, 14 a squadre)
  - 18 terzi posti (13 individuali, 5 a squadre)

#### Coppa del Mondo - vittorie
| Data             | Luogo                | Paese     | Disciplina                                                           |
| ---------------- | -------------------- | --------- | -------------------------------------------------------------------- |
| 19 gennaio 2003  | Nové Město na Moravě | Rep. Ceca | 4x5 km (con Viola Bauer, Manuela Henkel ed Evi Sachenbacher-Stehle)  |
| 14 febbraio 2003 | Asiago               | Italia    | Sprint a squadre TL (con Evi Sachenbacher-Stehle)                    |
| 23 marzo 2003    | Falun                | Svezia    | 4x5 km (con Manuela Henkel, Viola Bauer ed Evi Sachenbacher-Stehle)  |
| 10 gennaio 2004  | Otepää               | Estonia   | 15 km TC MS                                                          |
| 23 gennaio 2005  | Pragelato            | Italia    | Sprint a squadre TC (con Viola Bauer)                                |
| 24 marzo 2006    | Sapporo              | Giappone  | Sprint a squadre TL (con Evi Sachenbacher-Stehle)                    |
| 17 dicembre 2006 | La Clusaz            | Francia   | 4x5 km (con Stefanie Böhler, Viola Bauer ed Evi Sachenbacher-Stehle) |
| 25 marzo 2007    | Falun                | Svezia    | 4x5 km (con Stefanie Böhler, Viola Bauer ed Evi Sachenbacher-Stehle) |
| 14 marzo 2008    | Bormio               | Italia    | 2,5 km TL                                                            |

Legenda:

MS = partenza in linea

TC = tecnica classica

TL = tecnica libera

#### Coppa del Mondo - competizioni intermedie
- 5 podi di tappa:
  - 2 vittorie
  - 3 terzi posti

##### Coppa del Mondo - vittorie di tappa
| Data             | Località | Nazione  | Competizione | Disciplina |
| ---------------- | -------- | -------- | ------------ | ---------- |
| 27 dicembre 2008 | Oberhof  | Germania | Tour de Ski  | 2,5 km TL  |
| 20 marzo 2009    | Falun    | Svezia   | Finali       | 2,5 km TC  |

Legenda:

TC = tecnica classica

TL = tecnica libera